# Rondje
Een rondje (of tournée in Vlaanderen) in het café betekent dat iedereen die in dezelfde groep zit als de persoon die een rondje geeft, iets te drinken krijgt. Als iedereen in het café een consumptie aangeboden krijgt, noemt men dat vaak een rondje voor de hele zaak of, in Vlaanderen, een tournée générale. Biedt de barman een rondje aan, dan spreekt men van een rondje van de zaak.
In cafés hangt vaak een bel aan de bar, waarmee luid en duidelijk aangegeven kan worden dat er een rondje wordt gegeven. Hiermee wordt ook de aandacht getrokken, zodat eenieder kan zien wie het rondje geeft. Sommige nieuwkomers weten niet waar de bel voor dient en trekken er uit balorigheid aan, waarna ze de schade moeten lijden.
In sportclubs is het geven van een rondje een morele verplichting voor degene die een prestatie levert of blunder maakt. Wie bij golf een hole-in-one slaat, moet een rondje geven. Hetzelfde geldt voor de leerlingpiloot na zijn eerste solovlucht. De voetballer die in eigen doel schiet en de zweefvlieger die opstijgt met de roerklamp op het richtingsroer zal ook niet aan het geven van een rondje ontkomen.